# Traité de Iajelbitsy
Le traité de Iajelbitsy (en russe : Яжелбицкий мирный договор) est  un traité de paix signé par Vassili II, grand prince de Moscou et de Vladimir, et le gouvernement de la république de Novgorod dans le village de Iajelbitsy le 25 février 1456. Il mit fin à la guerre de Succession moscovite,.
Ce traité marqua le début de l'annexion de Novgorod à Moscou, qui intervint près de 25 ans plus tard, après que la ville fut directement subordonnée au prince de Moscou Ivan le Terrible en 1478,.